# André Jacquelin
André Jacquelin, también conocido por el sobrenombre de "Josserand", nacido en Tararé (Francia) el 25 de agosto de 1898 y fallecido en Groslay (Francia), en 1985, fue un maquis en el macizo del Jura, periodista y escritor francés, fundador en marzo de 1943, del periódico clandestino Bir-Hakeim. 
Fue corresponsal del periódico L'Indépendant, en Perpiñán, y en 1939 se mostraba a favor de la Segunda República Española desde su obra Espagne et liberté: le second Munich.
Jacquelin fue uno de los primeros periodistas en desafiar desde sus escritos al gobierno de Vichy ante las peticiones lanzadas desde Londres por el general de Gaulle en junio de 1940. Como consecuencia fue encarcelado aunque puesto en libertad antes de la invasión la zona "libre" por las tropas alemanas, el 11 de noviembre de 1942, violando las cláusulas del armisticio.
Se unió al maquis francés de Ain. Con una identidad falsa y escondiéndose en la zona de la comuna francesa de Echallon, fundó el Bir-Hakeim y escribía sus artículos, que eran impresos clandestinamente.
El 11 de noviembre de 1943 realizó una serie de fotos y artículos sobre el desfile de los maquis en Oyonnax en su 25 aniversario, conmemorando el armisticio de 1918. Con ello ayudó a promover esta acción emblemática de los guerrilleros de Ain pero a la vez desencadenó la ira de las autoridades de Vichy; Jacquelin logró escapar de la Gestapo, pero cualificaron al periódico como: 

le journal clandestin est trop bien fait, imprimé sur un trop beau papier, illustré de surcroît de nombreux clichés des opérations militaires ennemies, pour être fait en France

## Obra
- Tuez-vous !, 1935.
- Espagne et liberté : le second Munich, 1939.
- Toute la vérité sur le journal clandestin gaulliste "Bir Hakeim", 1945.
- Vingt-cinq ans après : la juste colère du Val d'enfer, 1968.
- Lettres de mon maquis, 1975.